# Min (chanteuse)
Lee Min-young, plus connue sous son nom de scène Min, est une chanteuse, parolière et actrice sud-coréenne. Elle est principalement connue pour être une ancienne membre du girl group sud-coréen Miss A.

## Jeunesse
Min est née à Séoul, en Corée du Sud. Enfant, elle a participé à BoBoBo (la version coréenne de Sesame Street) pour un duo appelé Eolleong Ddungddang. À 13 ans, elle et Hyoyeon des Girls' Generation ont formé un duo de danse nommé Little Winners. Min a auditionné chez JYP Entertainment lorsqu'elle était en 6e. Après un an d'entraînement, elle a été envoyée aux États-Unis afin de préparer ses débuts là-bas, et a étudié au Repertory Company High School for Theatre Arts à Manhattan.

## Carrière
Pour les débuts américains de Min, Park Jin-young a fait équipe avec Lil Jon pour la production de son album. Ses singles solo sont Dance Like This, Go Ahead et Boyfriend.

### Miss A
Min a marqué ses débuts officiels en Corée du Sud en faisant partie du girl group Miss A, qui ont sorti leur premier single Bad Girl Good Girl, issu de leur premier EP "Bad But Good" le 1er juillet 2010. Ce single reste leur chanson la plus connue aujourd'hui. En novembre 2017, il a été annoncé que Min avait quitté le groupe après que son contrat avec JYP Entertainment ait pris fin.

### Activités solo
Après la fin des promotions officielles pour Bad Girl Good Girl avec Miss A, Min a collaboré avec San E pour son premier single Tasty San. Elle l'a rejoint sur scène lors de plusieurs émissions musicales du mois de septembre,,,,. Min a ensuite été sélectionnée pour prendre part au G20 Seoul Summit qui a eu lieu en novembre 2010. Elle a été choisie pour chanter avec 20 artistes venant de 2PM, 2AM, Girls' Generation, BEAST, MBLAQ et d'autres encore pour interpréter le générique. La chanson, intitulée Let's Go, est sortie le 15 octobre 2010.
En octobre 2010, Min est castée pour faire partie de l'émission Oh! My School, jusqu'à sa fin en mai 2011. Durant cette période, Min a pu montrer ses talents de danseuse. Dans un épisode, Min a confié aux autres membres de l'émission qu'à un moment, elle avait abandonné l'entraînement car ses débuts étaient constamment repoussés et est alors revenue en Corée du Sud. Min avait coupé contact avec sa famille pendant un an et demi, période durant laquelle elle a enseigné la danse et l'anglais pour vivre.
Min a fait ses débuts en tant qu'actrice en 2011 dans le film sud-coréen Countdown aux côtés de Jung Jae-young et Jeon Do-yeon. Elle y interprète Hyeon-ji, la fille rebelle du charismatique arnaqueur Cha Ha-yeon (Jeon Do-yeon).
En août 2016, Min collabore avec Hyoyeon des Girls' Generation et Jo Kwon de 2AM pour former le groupe-projet Triple T. Le trio a sorti son premier single Born to be Wild, en featuring avec Park Jin-young, dans le cadre du projet musical Station de SM Entertainment.
Il a été révélé en septembre 2016 que Min ferait son retour sur grands écrans, six ans après le film Suni. Basé sur des faits réels, le film cherche à éveiller les consciences face aux maltraitances infantiles. Sa sortie était originellement prévue pour l'été 2017 en Corée du Sud.
En janvier 2017, le casting de l'adaptation coréenne de Boys Over Flowers The Musical est révélé. Des représentatifs de la production ont annoncé que Min y ferait ses débuts en comédie musicale en jouant le rôle de Tsukushi Makino. Le spectacle a commencé le 24 février et a eu sa dernière représentation le 7 mai au Hongik University Art Center’s Grand Theater à Séoul.

## Discographie

### Chansons
| Titre                                                                                 | Année                         | Meilleure position            | Meilleure position            | Ventes (téléchargement)       | Album                                              |
| Titre                                                                                 | Année                         | COR Gaon                      | US World ,                    | Ventes (téléchargement)       | Album                                              |
| En tant qu'artiste principale                                                         | En tant qu'artiste principale | En tant qu'artiste principale | En tant qu'artiste principale | En tant qu'artiste principale | En tant qu'artiste principale                      |
| ------------------------------------------------------------------------------------- | ----------------------------- | ----------------------------- | ----------------------------- | ----------------------------- | -------------------------------------------------- |
| "Dance Like This"                                                                     | 2007                          | —                             | —                             | NC                            | NC                                                 |
| "Go Ahead"                                                                            | 2008                          | —                             | —                             | NC                            | NC                                                 |
| "Boyfriend"                                                                           | 2008                          | —                             | —                             | NC                            | NC                                                 |
| En featuring                                                                          |                               |                               |                               |                               |                                                    |
| "Tasty San" (San E, feat. Min)                                                        | 2010                          | 45                            | —                             | NC                            | Everybody Ready?                                   |
| "Just The Two Of Us" (Baro, feat. Min)                                                | 2012                          | 102                           | —                             | - COR: 58 307+                | Ignition                                           |
| Collaborations                                                                        |                               |                               |                               |                               |                                                    |
| "Let's Go" (au sein de Group of 20)                                                   | 2010                          | 116                           | —                             | NC                            | G20 Seoul Summit (single sans album)               |
| "This Christmas" (au sein de JYP Nation)                                              | 2010                          | 34                            | —                             | NC                            | JYP Nation Team Play Concert (single sans album)   |
| "Born To Be Wild" (au sein de Triple T, feat. Park Jin-young)                         | 2016                          | 164                           | 11                            | - COR: 13 112+                | SM Station                                         |
| "Encore" (au sein de JYP Nation)                                                      | 2016                          | —                             | —                             | - COR: 2 945+                 | JYP Nation Mix & Match Concert (single sans album) |
| Bandes-son                                                                            |                               |                               |                               |                               |                                                    |
| "Living Like A Fool"                                                                  | 2012                          | 71                            | —                             | - COR: 181 793+               | Bachelor's Vegetable Store OST                     |
| "—" signifie que le morceau ne s'est pas classé ou n'est pas sorti dans cette région. |                               |                               |                               |                               |                                                    |

### Crédits d'écriture
| Année | Chanson           | Artiste | Album             | Éditeur          | KOMCA , | KOMCA ,   | Notes        |
| Année | Chanson           | Artiste | Album             | Éditeur          | Crédité | Avec      | Notes        |
| ----- | ----------------- | ------- | ----------------- | ---------------- | ------- | --------- | ------------ |
| 2015  | "The Mirene Song" | Mirene  | single sans album | CJ ENTERTAINMENT | Oui     | Irene Kim | Co-parolière |
| 2015  | "Stuck"           | Miss A  | Colors            | JYP PUBLISHING   | Oui     | NC        | Parolière    |
| 2016  | "Far, Far Away"   | G.Soul  | Far, Far Away     | JYP PUBLISHING   | Oui     | G.Soul    | Co-parolière |

## Filmographie

### Dramas
| Année | Titre                    | Chaîne                       | Rôle                       | Notes              |
| ----- | ------------------------ | ---------------------------- | -------------------------- | ------------------ |
| 2011  | Dream High               | KBS2                         | Danseuse dans un flash mob | Caméo (épisode 16) |
| 2012  | Dream High 2             | KBS2                         | Elle-même                  | Caméo (épisode 15) |
| 2013  | Reckless Family Season 2 | MBC                          | Elle-même                  | Sitcom             |
| 2015  | Dream Knight             | Youku Tudou and JYP Pictures | Jenny Lee                  | Web drama          |
| 2015  | L.U.V Collage            | Gateway To Korea             | Kim Na-ra                  | Web drama          |

### Films
| Année | Titre     | Rôle          | Réalisateur.ice | Notes       |
| ----- | --------- | ------------- | --------------- | ----------- |
| 2011  | Countdown | Jang Hyeon-ji | Heo Jong-ho     | Second rôle |
| 2017  | Suni      | Soo-ja        | Ji Seong-won    | Second rôle |

### Émissions
| Année | Émission         | Chaîne   | Notes                        |
| ----- | ---------------- | -------- | ---------------------------- |
| 2010  | Oh! My School    | KBS      | Membre du casting            |
| 2014  | K-Style Season 3 | KStyleTV | Présentatrice avec Irene Kim |
| 2015  | K-Style Season 4 | KStyleTV | Présentatrice avec Irene Kim |

## Comédies musicales
| Année | Titre                         | Rôle            | Notes          |
| ----- | ----------------------------- | --------------- | -------------- |
| 2017  | Boys Over Flowers The Musical | Makino Tsukushi | Rôle principal |